# مسجد جامع سرآب
مسجد جامع سرآب مربوط به سدهٔ ۹ ه.ق است و در سرآب، خیابان امام خمینی، داخل بافت قدیمی واقع شده و این اثر در تاریخ ۱ فروردین ۱۳۴۷ با شمارهٔ ثبت ۷۹۷ به‌عنوان یکی از آثار ملی ایران به ثبت رسیده است.
این مسجد دارای شبستانی با ۶۰ ستون و محراب کاشیکاری برجسته با نقوش اسلیمی و طلایی است و متعلق به قرن نهم هجری قمری است.